# Blodek
Blodek (Quercus coccinea), även kallad "scharlakansek", är en ek i rödekssektionen Lobatae  av eksläktet Quercus.
Blodeken förväxlas ofta med kärrek eller rödek. Eken är främst hemmahörande i östra USA, från södra Maine i väster, till östra Oklahoma och söderut till södra Alabama. Arten förekommer på torra, sandiga, ofta sura jordar.
Blodek växer till en höjd av 20–30 meter, med en öppen, rundad krona. Bladen är glänsande gröna, 7–17 cm långa och 8–13 cm breda, flikiga, med sju flikar och djupa bihålor mellan loberna. Bladen är hårlösa (till skillnad från den närstående kärreken, som har tofsar av blekt orange-brun färg). Ekollonen är äggformade, 7–13 mm breda och 17–31 mm långa, en tredjedel till hälften täcka av en djup ollonskål, och mognar omkring 18 månader efter pollinering. Kärnan är har en mycket besk smak.

## Bildgalleri

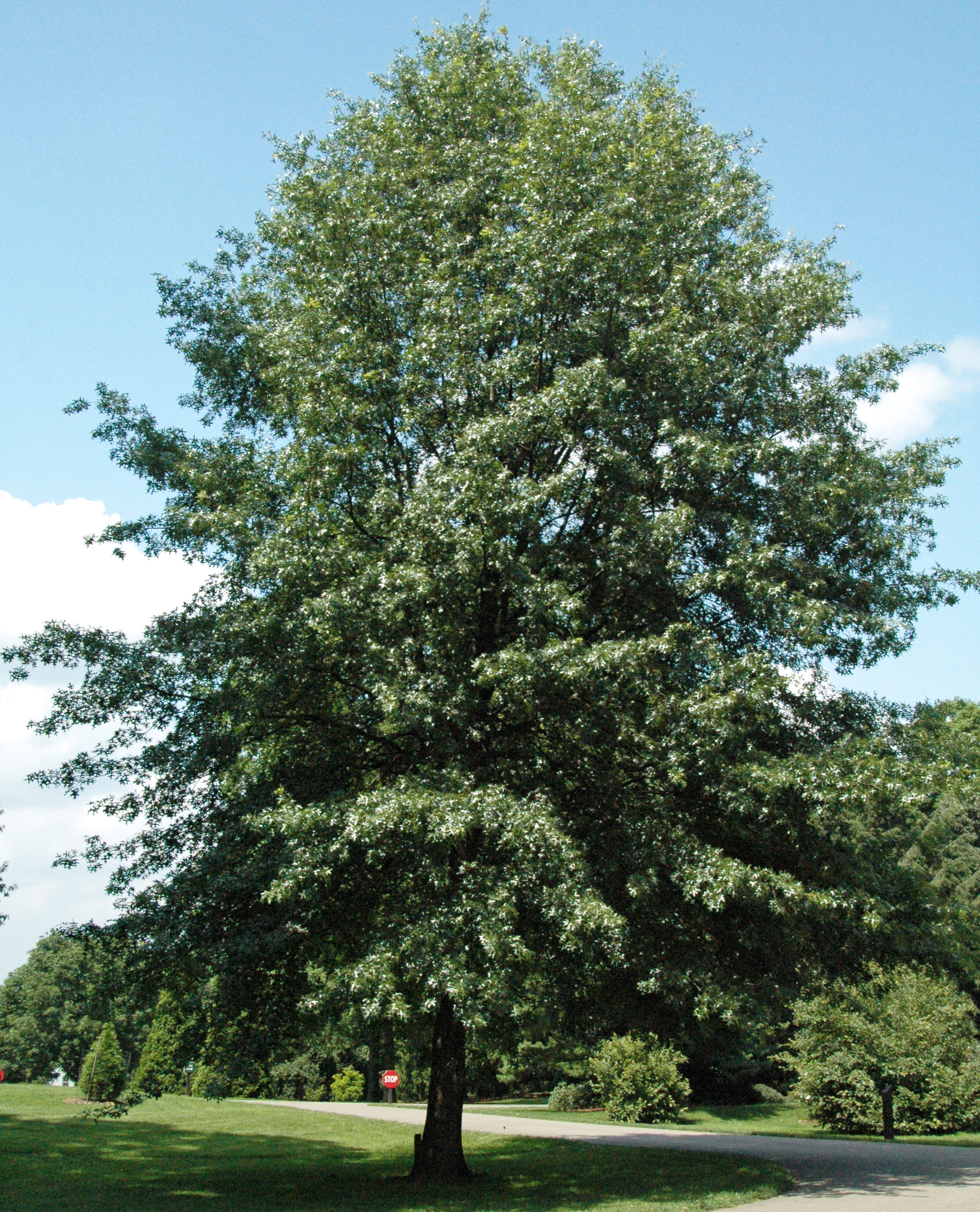
Blodek med grönt bladverk i juli, Ohio, USA.
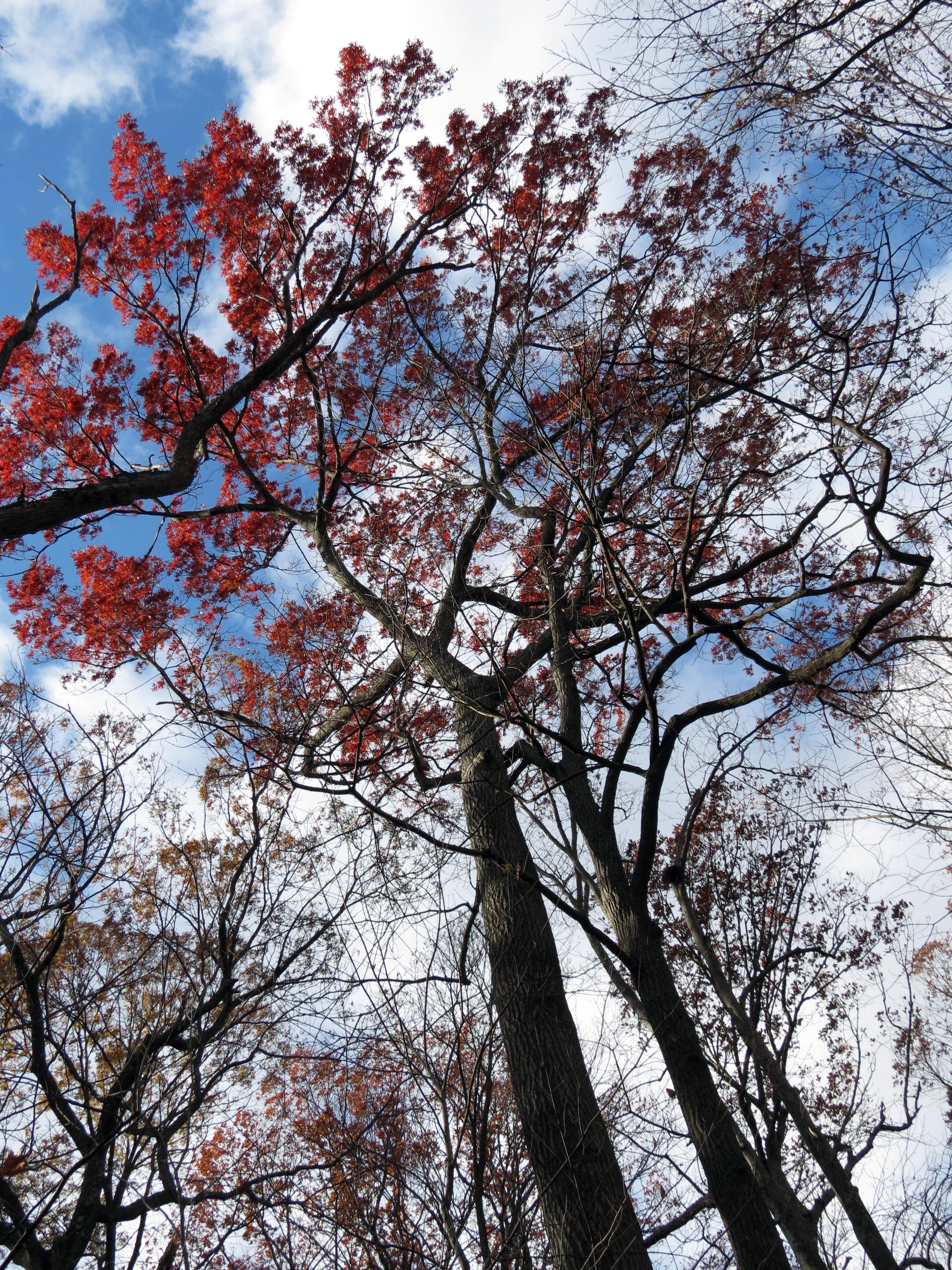
Blodekar med röd höstfärg i november, Washington, DC, USA.
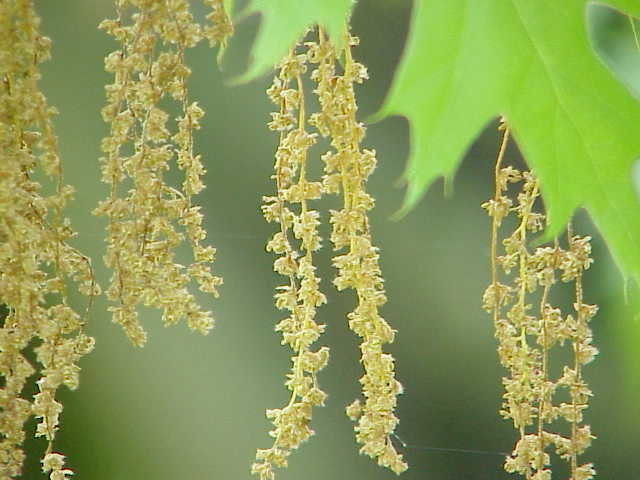
Hängen med hanblommor.
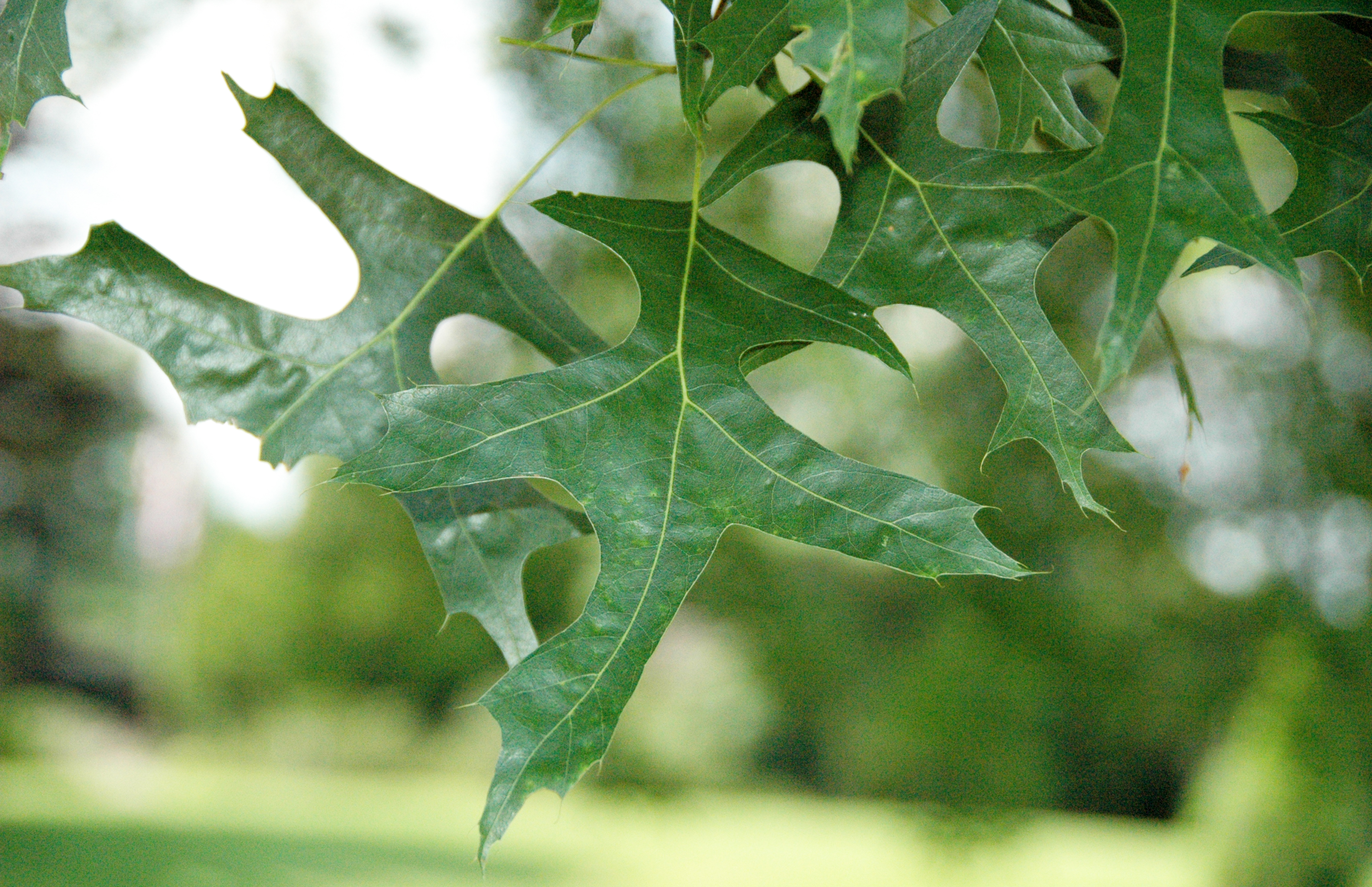
Närbild på blad om sommaren, Ohio, USA.
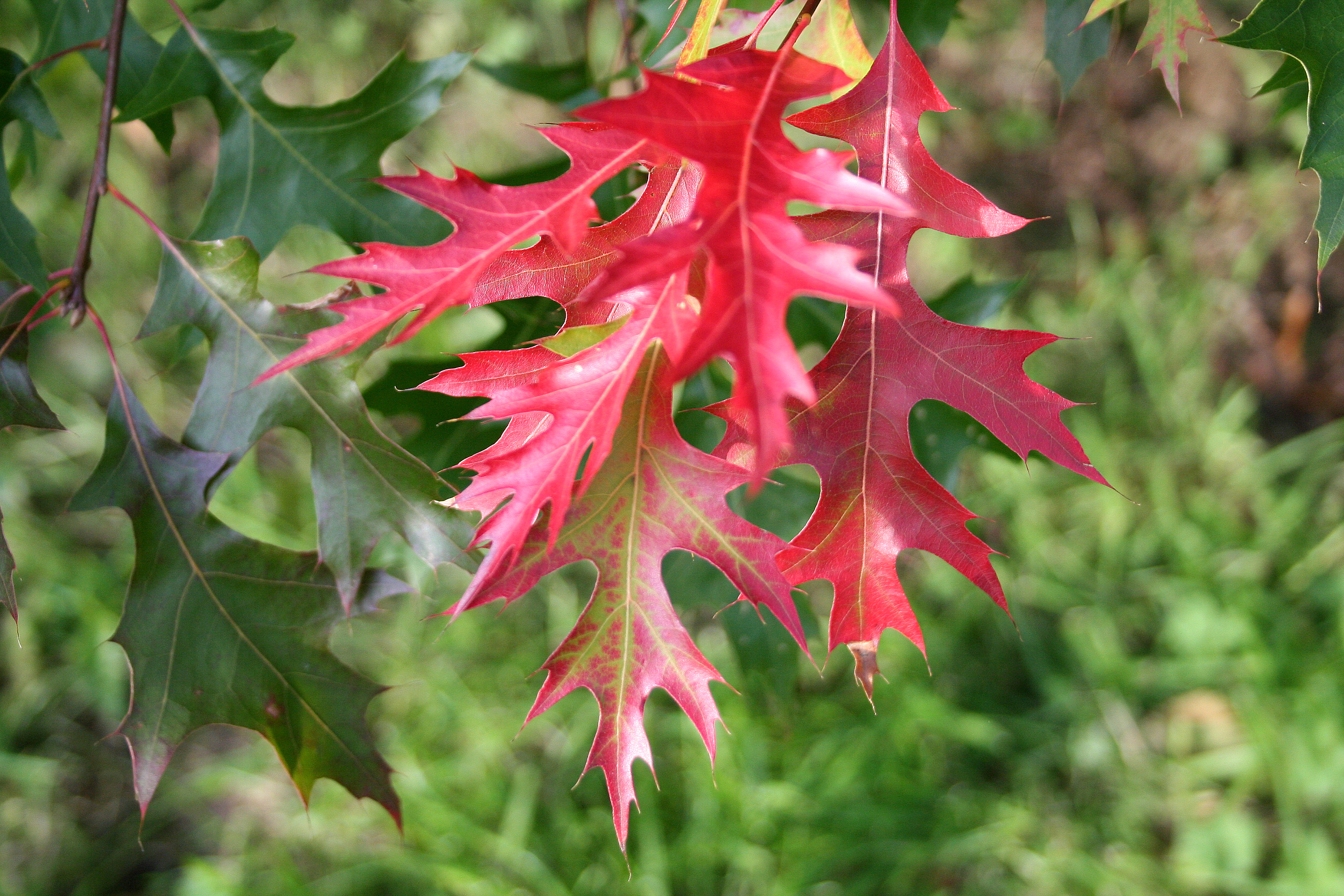
Närbild på blad med höstfärger.
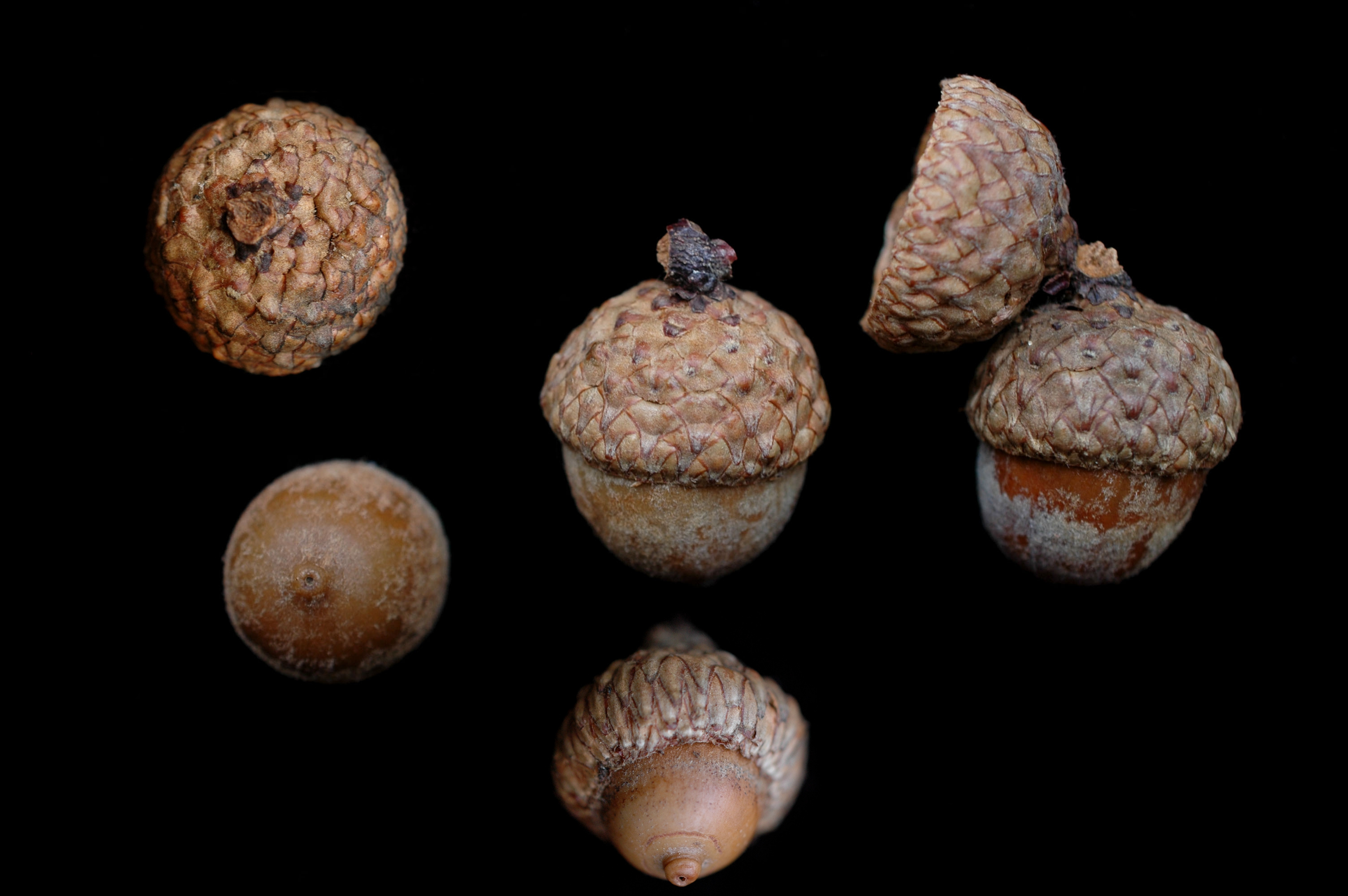
Ekollon